# Alt Bukow
Alt Bukow ist eine Gemeinde im Westen des Landkreises Rostock in Mecklenburg-Vorpommern (Deutschland). Die Gemeinde wird vom Amt Neubukow-Salzhaff mit Sitz in der Stadt Neubukow verwaltet.

## Geografie
Die Gemeinde Alt Bukow liegt in einem Grundmoränengebiet zwischen der Hansestadt Wismar und der Stadt Bad Doberan, etwa sechs Kilometer südöstlich des Salzhaffs. Die nächstgelegene Stadt ist Neubukow (fünf Kilometer). Bis Wismar sind es 15 Kilometer. Der Scharberg an der nördlichen Gemeindegrenze ist mit 54 m die höchste Erhebung, das Gemeindegebiet liegt auf einer durchschnittlichen Höhe von ca. 40 m. Im Dreieck Alt Bukow – Questin – Teschow liegt das einzige Waldgebiet der Gemeinde, die Questiner Tannen mit einer Größe von ca. 170 ha.
Zu Alt Bukow gehören die Ortsteile Bantow, Questin und Teschow.
Umgeben wird Alt Bukow von den Nachbargemeinden Am Salzhaff im Norden, Neubukow im Nordosten, Carinerland im Südosten, Neuburg im Süden sowie Boiensdorf im Westen.

## Geschichte
Erste Erwähnungen fanden die Kirche und der Pfarrer schon 1192 und 1220. In der Nähe der Gemeinde lag die mecklenburgische Landesburg Ilenburg. Ab 1303 wurden vom Heilig-Geist-Spital in Lübeck Ländereien um Alt Bukow aufgekauft. 1318 hatten die Lübecker Adelsfamilien Plessen, Preen und Stralendorff die Hoheitsrechte inne. Im 18. Jahrhundert wurden die Lübecker Hoheitsrechte über die Hospitaldörfer bestritten. 1803 fielen die Ländereien als Folge des Reichsdeputationshauptschlusses an das Großherzogtum Mecklenburg-Schwerin. Alt Bukow wurde Teil des großherzoglichen Domaniums.
Am 1. Juli 1950 wurden die bisher eigenständigen Gemeinden Bantow und Questin eingegliedert.

## Politik

### Gemeindevertretung und Bürgermeister
Der Gemeinderat besteht (inkl. Bürgermeister) aus 7 Mitgliedern. Die Wahl zum Gemeinderat am 26. Mai 2019 hatte folgende Ergebnisse:
| Partei/Bewerber              | Prozent | Sitze |
| ---------------------------- | ------- | ----- |
| Wählergemeinschaft Alt Bukow | 80,57   | 5     |
| Einzelbewerber Menski        | 11,06   | 1     |

Bürgermeister der Gemeinde ist Manfred Wodars, er wurde mit 86,36 % der Stimmen gewählt.

### Wappen
Das Wappen wurde am 15. Mai 2000 durch das Innenministerium genehmigt und unter der Nr. 207 der Wappenrolle von Mecklenburg-Vorpommern registriert.
Blasonierung: „In Grün eine goldene Buche mit vier Wurzeln und vier beblätterten Ästen, begleitet: oben von einem von Rot und Gold geteilten Dreieckschild mit zwei schräg gekreuzten Bischofsstäben in verwechselten Farben; vorn von einem von Silber und Rot geteilten Dreieckschild; hinten von einem dreifach von Silber und Rot geteilten Dreieckschild.“
Das Wappen wurde nach einer Idee des Alt Bukowers Mathias Selk von dem Schweriner Heraldiker Heinz Kippnick gestaltet.

## Sehenswürdigkeiten

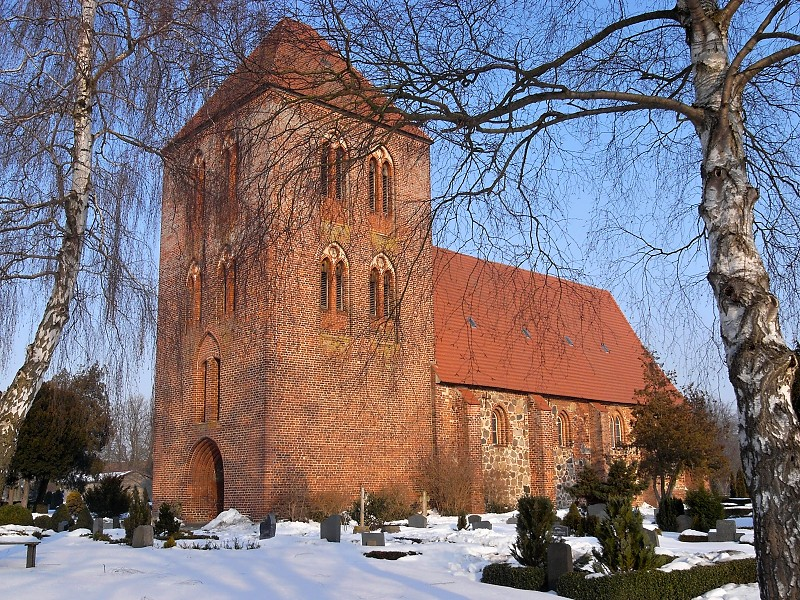
Dorfkirche

- Die frühgotische, einschiffige Kirche stammt in den ältesten Teilen aus dem 14. Jahrhundert und wurde aus Feld- und Backstein errichtet und später um zwei Joche erweitert. Vermutlich gab es einen Vorgängerbau aus Holz. Es ist ein Bau mit einem wuchtigen Westturm. Der neugotische Altaraufsatz wurde bei Renovierungsarbeiten 1950 entfernt. Interessant ist das dreiteilige Glasfenster von Lothar Mannewitz. Es thematisiert die Auferstehung Christi. Die Kirche wurde von 1994 bis 1997 saniert. 2000/2001 folgten Restaurierungsarbeiten am gotischen Seitenaltar und an der Frieseorgel.
- Der Bahnhof von Teschow aus dem 19. Jahrhundert steht unter Denkmalschutz.

## Verkehr

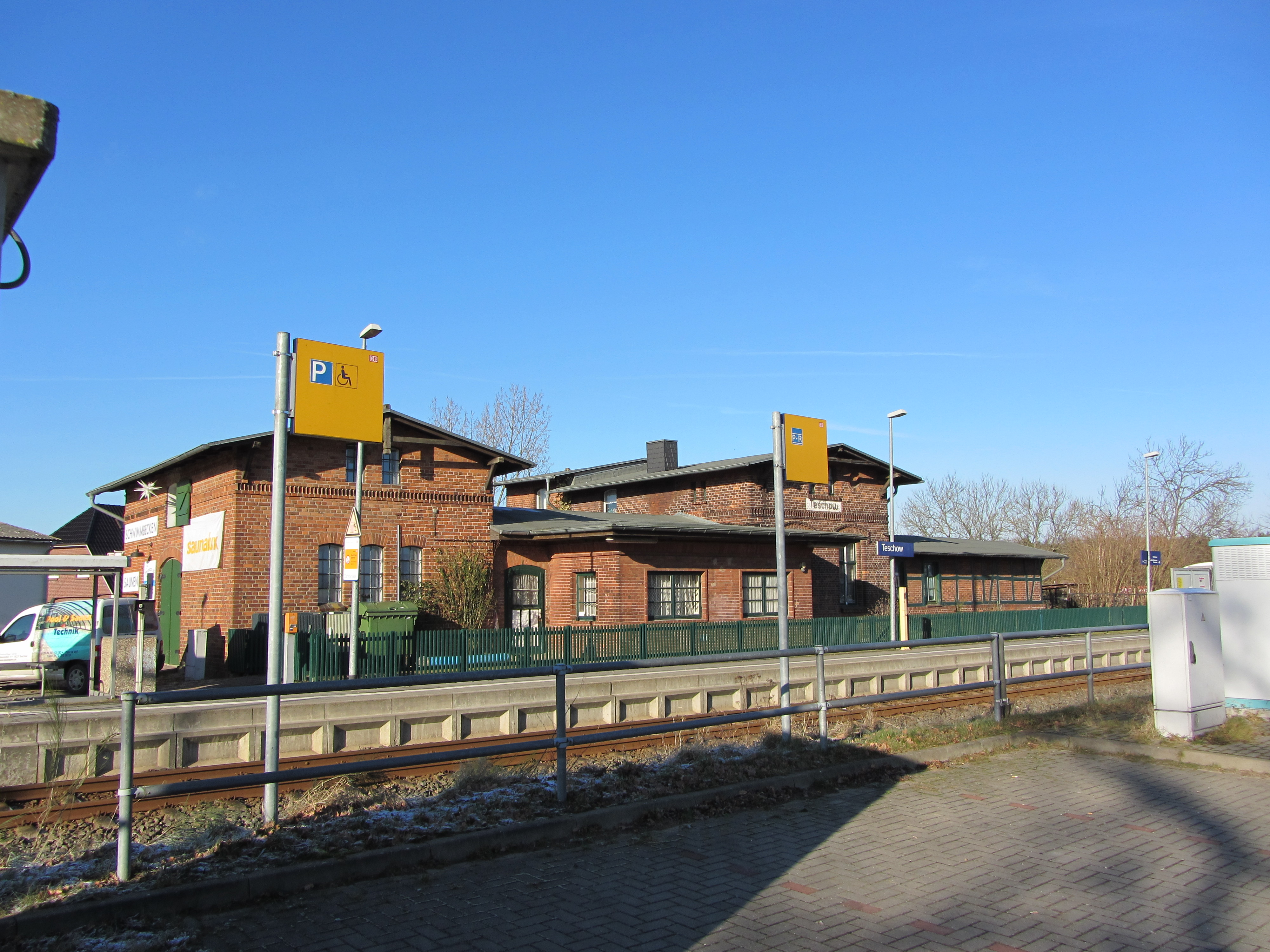
Haltepunkt Teschow

Durch das Gemeindegebiet führt die Bundesstraße 105 und die Bahnstrecke Wismar–Rostock mit einem Haltepunkt in Teschow. Über die B 105 ist die A 20 (Autobahnkreuz Wismar) in 15 Kilometern zu erreichen.

## Persönlichkeiten
- Johannes Romberg (* 1808 in Alt Bukow; † 1891 in Texas), deutschamerikanischer Siedler, Farmer und Dichter